# Cunel
Cunel település Franciaországban, Meuse megyében. Lakosainak száma 22 fő (2022. január 1.). Cunel Cléry-le-Grand, Bantheville, Brieulles-sur-Meuse, Cierges-sous-Montfaucon, Nantillois és Romagne-sous-Montfaucon községekkel határos.

## Népesség
A település népességének változása:
| Lakosok száma | 61   | 40   | 31   | 16   | 13   | 13   | 14   | 17   | 18   | 22   |
|               | 1968 | 1982 | 1990 | 2006 | 2013 | 2015 | 2017 | 2019 | 2020 | 2022 |